# Pseudozarba morosa
Pseudozarba morosa är en fjärilsart som beskrevs av Edward P. Wiltshire 1970. Pseudozarba morosa ingår i släktet Pseudozarba och familjen nattflyn. Inga underarter finns listade.